# Jechiel Michael von Zloczow
Jechiel Michael von Zloczów (Mechel der heilige Magid; * um 1731 in Brody; † 1786 in Jampol, heute Ukraine) war ein chassidischer Rabbiner und ein früher Förderer des Chassidismus in Galizien.

## Leben und Wirkung
Er wurde in Brody als Sohn des Jizchak von Drohobycz geboren. Als Jugendlicher besuchte er mehrmals den Baal Schem Tow und erkannte nach dessen Tod Dow Bär von Mesritsch als legitimen Nachfolger des Gründers der chassidischen Bewegung an. Er war zunächst Prediger in Brody, später in Zloczów und gegen Ende seines Lebens in Jampol in Podolien.
Jechiel genoss hohe Wertschätzung unter den Chassidim, die wundersame Erzählungen über seine Heiligkeit und seine asketische Lebensführung verbreiteten, wurde jedoch von den Mitnagdim, den Gegnern des Chassidismus, heftig kritisiert. Einer seiner Anhänger berichtet, dass „es keine Rolle spielte, ob er eine Seite aus der Gemara oder einen kabbalistischen Text vor sich hatte, denn Jechiel sah in ihnen nur ein Mittel, Gott zu dienen“. Er hielt das chassidische Prinzip von Dewekut („Hingabe“ [an Gott]) für wesentlich und erklärte, dass der Weg zur Erlangung dieses Zustands über die Verneinung der Realität, d. h. durch Ekstase zu erreichen sei.
Gemäß Jechiel gibt es zwei Wege zur Hingabe an Gott. Der positive Weg besteht darin, in Furcht und Scham vor der Größe des Schöpfers zu stehen und durch Gebet, Studium der heiligen Schriften und gute Taten den Zustand wahrer Liebe zu finden. Die bewusste und stetige Ausführung dieser Praktiken führt schließlich zur Hingabe an Gott. Der negative Weg besteht in der Entsagung und dem Verzicht auf alle körperlichen Wünsche. Jechiel sprach beständig über die Notwendigkeit, böse Seiten des Charakters und körperliche Lust auszurotten. Er wusste, dass dies ein schwieriger Weg ist, da sich das menschliche Wesen von demjenigen Gottes unterscheidet und der Mensch sich somit nicht in gleichbleibendem Maße Gott hingeben kann. Da für den Menschen die Gefahr in das Absinken in die Körperlichkeit vorauszusehen ist, befähigt ihn Gott als Quelle des Lebens mit dem Willen, eine Einheit mit dieser Quelle zu erreichen. Die Aufgabe des Menschen besteht darin, die materielle Welt zu erobern, sie jedoch nicht als Lebenszweck anzusehen, sondern als Mittel zur Entdeckung der Göttlichkeit, die sich in der Materie widerspiegelt und sie belebt. In dieser Lehre folgte Jechiel Dow Bär von Mesritsch, erkannte aber, dass dieser Weg für den Durchschnittsmenschen die größten Gefahren birgt. Er glaubte nicht, dass für jedermann während der Ausübung physischer Tätigkeiten ständige Hingabe an Gott möglich sei, und riet deshalb vor solchen Tätigkeiten jeweils zu einer Meditation über den göttlichen Schöpfer.
Seine Predigten pflegte er mit den Worten zu beginnen: „Ich befehle und rate nicht nur euch, sondern auch mir selbst...“. Der wahre Prediger ist nach Jechiels Überzeugung jemand, der nicht seinen eigenen Meinungen Ausdruck gibt, sondern fühlt, dass er nur ein Sprachrohr der Schechina („Anwesenheit Gottes“) ist. Gemäß Aussagen seiner Schüler dauerten seine Ansprachen lange, wobei er seine Ausführungen mehrmals wiederholte. Er hinterließ keine eigenen schriftlichen Aufzeichnungen. Auszüge aus seinen Predigten wurden 1872 in der Anthologie Likkute Jekarim veröffentlicht. Er hatte fünf Söhne und war der Begründer einer Dynastie von Zaddikim, die sich in ganz Galizien und der Ukraine ausbreiteten.